# Lachlan Renshaw
Lachlan Renshaw (né le 2 avril 1987 à Sydney) est un athlète australien, spécialiste du 800 mètres.

## Biographie
Lachlan Renshaw remporte le titre de champion d'Australie sur 800 mètres en 2008 et 2010.
En 2011, il s'impose lors de l'Universiade organisée à Shenzhen en 1 min 46 s 36, devant le Chinois Teng Haining et le Kényan Fred Samoei.

## Palmarès
| Date | Compétition | Lieu     | Résultat | Épreuve | Temps         |
| ---- | ----------- | -------- | -------- | ------- | ------------- |
| 2009 | Universiade | Belgrade | 5e       | 800 m   | 1 min 48 s 27 |
| 2011 | Universiade | Shenzhen | 1er      | 800 m   | 1 min 46 s 36 |

### Records
| Épreuve    | Performance   | Lieu      | Date        |
| ---------- | ------------- | --------- | ----------- |
| 800 mètres | 1 min 45 s 66 | Melbourne | 3 mars 2011 |